# Erik Munk
Pour les articles homonymes, voir Munk.
Erik Munk, mort en 1594, est un officier militaire danois qui a été anobli et a reçu plusieurs fiefs en Norvège pour ses réalisations militaires.
Il est le père du navigateur et explorateur Jens Munk.

## Biographie
L'année et le lieu de naissance d'Erik Munk restent inconnus, mais son père était Niels Munk, apparemment membre d'une ancienne famille noble de Halland dont le titre avait été perdu en raison de ses divers mariages. Peu de choses sont connues sur sa jeunesse, mais il a participé à la première guerre de religion française en 1562 et a ensuite été affecté à la forteresse de Vardøhus en Norvège.
Lors de la guerre nordique de Sept Ans, il dirige les expéditions de sauvetages de Trondheim et Akershus. Après la guerre, en récompense, il reçoit plusieurs fiefs en Norvège, et le 11 août 1580, il est anobli. Cependant, il se peut qu'il ne s'agisse que d'une confirmation d'un statut existant.
Son règne brutal sur ses terres le conduit à plusieurs procès contre lui et en 1586, il est déposé et emprisonné au château de Dragsholm, près de Kalundborg. Après avoir écrit en vain plusieurs lettres de défense au roi, il se suicide en 1594.